# Lepismadora algodones
Lepismadora algodones är en skalbaggsart som beskrevs av Velten in Velten och Charles L. Bellamy 1987. Lepismadora algodones ingår i släktet Lepismadora och familjen praktbaggar. Inga underarter finns listade i Catalogue of Life.